# Luce Full Spectrum
La Luce Full-spectrum è una luce che copre lo spettro elettromagnetico dagli  infrarossi agli ultravioletti vicini o in pratica tutte le lunghezze d'onda che sono utili per le piante e la vita animale; in particolare, la luce del sole è considerata "full spectrum", anche se la distribuzione dello spettro della luce solare che raggiunge la terra cambia nel corso del giorno, a seconda della latitudine e delle condizioni atmosferiche.
"Full-spectrum" non è un termine tecnico quando si applica a una lampada elettrica ma piuttosto un termine di marketing che sta a significare che il prodotto cerca di simulare la luce naturale del sole.
I prodotti che vengono commercializzati come "full-spectrum" possono emettere lunghezze d'onda all'interno dell'intero spettro, anche se non necessariamente producono una distribuzione spettrale uniforme, che può essere anche non molto diversa da quella prodotta da lampade che non vengono commercializzate come  "full-spectrum".

Colore della luce del giorno e di un corpo nero a confronto.

## Misure
La temperatura di colore e l'indice di resa cromatica (CRI) sono esempi di misure standard per le caratteristiche della luce. Non c'è una definizione tecnica di "full-spectrum" per cui non è possibile misurarlo. Per confrontare sorgenti "full-spectrum" è necessario confrontare direttamente le distribuzioni spettrali delle sorgenti.

Colore emesso da un corpo nero su una scala lineare da 800 kelvin a 12200 kelvin

Un cubo di carbonio "C" irradia una luce di distribuzione spaziale di potenza (SPD) variabile quando viene riscaldato. A 0 K, è nero, mentre da circa 5,000 K a 5,500 K, appare simile alla luce del sole a mezzogiorno.

## Uso nell'arte e nel confronto dei colori
Le lampade fluorescenti full-spectrum vengono usate negli studi d'arte da artisti in particolare pittori che dipingono su tela quando sono all'interno di edifici non illuminati dalla luce del sole.
Utilizzando questo tipo di lampade sono sicuri che i colori da loro scelti e composti manterranno una fedeltà dei colori adeguata quando esposti in una casa o in una galleria d'arte.
Le lampade Full-spectrum sono anche utilizzati dai cosiddetti scienziati del colore quando confrontano diversi colori senza avere accesso alla luce del sole.

## Utilizzo negli acquari
L'illuminazione full spectrum viene usata negli acquari sia per i pesci tropicali che per quelli marini che ancora per altri animali acquatici.
L'uso dell'illuminazione full spectrum negli acquari aiuta sia la crescita delle piante acquatiche che la stessa salute dei pesci.

## Utilizzo nel giardinaggio
Il giardinaggio con illuminazione condizionata mantiene la fioritura delle piante praticamente per tutto l'anno.
Alcune piante crescono meglio sotto determinate condizioni di illuminazione per il meccanismo della fotosintesi.

## Utilizzo per la cura del Seasonal Affective Disorder
Recentemente l'illuminazione full-spectrum è stata utilizzata per il trattamento del Seasonal Affective Disorder (SAD) volgarmente detta "depressione invernale" attraverso l'uso dei cosiddetti "light boxes" che simulano la luce naturale del sole che può
non essere disponibile in alcune zone durante i mesi invernali. La luce è uno stimolo naturale per la regolazione del ritmo circadiano.
La terapia con i "light boxes"  altrimenti detta  fototerapia, è una terapia riconosciuta per la depressione invernale (SAD) ed è anche il trattamento primario per i disordini del ciclo del sonno.
Dipendentemente dalla quantità della luce, si stima che 10,000 lux sono necessari ad un trattamento efficace. Non tutti i "ligh boxes" sono gli stessi e alcuni producono solo luce blu o verde.

### Verifica Indipendente
L'organizzazione non-profit Lighting Research Center, un gruppo di aziende, esperti e agenzie governative ha costituito il National Lighting Product Information Program (NLPIP) negli Stati Uniti. Si tratta di un programma informativo sui prodotti per l'illuninazione che ha lo scopo di fornire informazioni sulla efficacia e sull'efficienza dei diversi sistemi di illuminazione.
Secondo il NLPIP, la luce full-spectrum non fornisce alcun beneficio su altri sistemi di illuminazione simili.
Uno studio della  Cornell University ha invece raggiunto conclusioni diverse relativamente all'uso dell'illuminazione full-spectrum nei ristoranti per promuovere le vendite.
Il Consiglio Nazionale delle ricerche Canadese, l'agenzia governativa Canadese per la ricerca e lo sviluppo ha pubblicato diversi articoli scientifici sulla luce full-spectrum raccolti in questa pagina web. Gli autori di questi articoli hanno concluso che la luce full-spectrum (~5000 K, CRI>90) non conferisce grossi benefici in termini di prestazioni, umore, salute rispetto ad una tipica lampada a fluorescenza di colore bianco.

## Vedere anche
- Ergonomia
- Sole
- Illuminazione